# 존 릴번

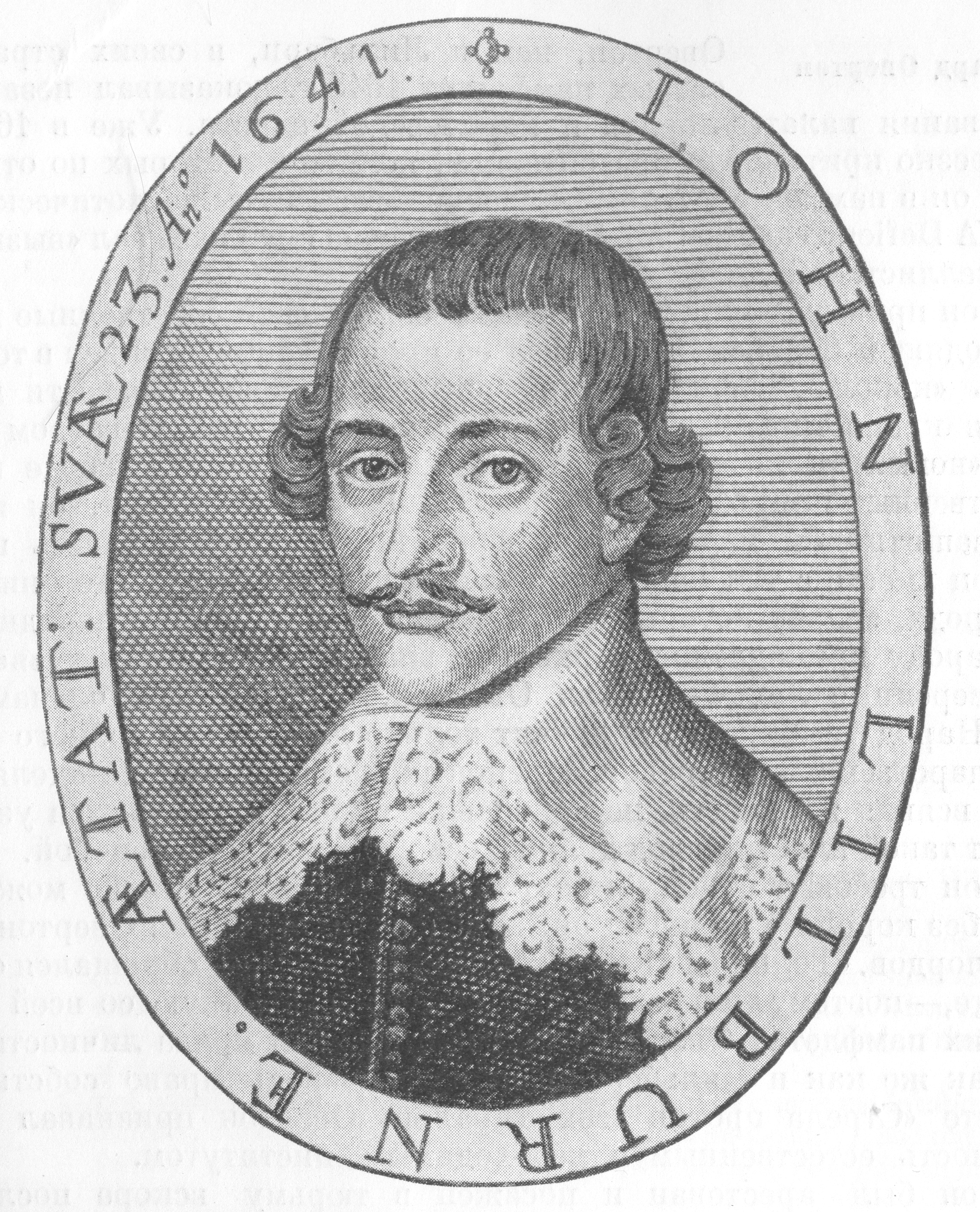
존 릴번

존 릴번 (1614년 경 - 1657년 8월 29일)은 1642년부터 1650년까지 있었던 잉글랜드 내전을 전후로 활동하였던 수평파 정치인이다. 그는 현재의 법률이나 정부의 형태와 별개로 모든 인간이 태어나면서 부터 권리를 갖는다는 "자유민의 선천적 권리"(freeborn right)를 주장하여 프리본 존(Freeborn John)으로 불렸다. 청교도로서 내전에 참여하였지만 말년에 퀘이커로 전향하였다. 존 릴번의 "선천적 권리" 개념은 기본권의 사상적 토대 가운데 하나로 훗날 미국 독립 운동의 배경이 되었다.

## 출생과 성장
존 릴번은 더럼주의 시장도시인 비숍 오클랜드 인근의 티클리 펀처든에 있는 "검소한 주택"에서 태어났다. 아버지는 리처드 릴번이고 어머니는 토머스 힉슨의 딸 마거렛 이었다. 그의 출생지는 아마도 오늘날의 선덜랜드에 속할 것으로 추정된다. 정확한 출생년도는 알려져 있지 않아 1613년 - 1615년 사이 언제 태어났는 지에 대해서는 약간의 논쟁이 있다. 아버지 리처드 릴번은 결투 재판의 정당성을 주장하는 사람이었다. 형 로버트는 훗날 의회파의 동지가 되지만 존 릴번의 신념을 공유하지는 않은 듯 하다. 존 릴번 스스로의 기록에 따르면 뉴캐슬의 학교에 다녔고 아마도 왕립 자유문법학교였을 것으로 추정된다. 그는 또한 비숍 오클랜드의 학교를 다녔다.
1630년대에 그는 제화공 존 휴슨의 도제가 되었고, 휴슨은 릴번을 청교도 외과의 존 바스트윅에게 소개하였다. 바스트윅은 영국 국교인 성공회를 반대하는 팜플렛을 작성하였다가 주교 윌리엄 로드에 의해 기소되었다. 릴번 역시 이 일에 연루되어 네덜란드로 망명하였다.

## "프리본 존"
네덜란드에서 돌아온 릴번은 1637년 12월 11일 윌리엄 프린의 《입스위치 소식》을 허가 없이 인쇄, 배포한 혐의로 체포되었다. 당시 잉글랜드는 모든 인쇄 및 출판물을 검열하였고 허가없는 출판은 고등 판무관 법원에 의해 처벌되었다.
릴번은 무허가 인쇄 혐의로 체포되어 당시 고문으로 악명높던 성실청으로 이송되었다. 릴번은 심문 과정에서 스스로 유죄를 인정하도록 하는 선서를 거부하면서 피고인의 자기부죄거부권을 주장하였다. 그러나 잉글랜드 법원은 릴번의 주장을 인정하지 않았고 1638년 2월 13일 500 파운드의 벌금과 채찍질, 재산 몰수형을 받고 투옥되었다.
1638년 4월 18일 릴번은 플릿 교도서에서 소가 끄는 수레에 매달려 웨스트민스터 앞에 설치된 기둥까지 끌려나왔다. 릴번은 기둥에 묶여 채찍질을 당하였으나 모여든 군중들에게 출판물의 검열 반대를 외치며 자신의 주장을 굽히지 않았다. 형리는 릴번의 입에 재갈을 물렸고 채찍질이 끝나자 다시 투옥시켰다. 릴번은 감옥에서 잔혹한 대우를 받아야 하였다. 그러나 잔혹한 처벌이 릴번의 뜻을 꺽을 수는 없었다. 릴번은 옥중에서 자신이 받은 형벌을 묘사한 《야수의 작업》을 저술하여 출판하였고 1639년 교회에 잉글랜드 국교회와 결별을 촉구하는 《그곳에서 나오라 내 백성들아》를 인쇄하였다. 교회와 국교회의 결별은 당시 청교도 독립파의 주요 요구사항이었다.
릴번은 출옥 이후인 1641년 9월 런던 상인의 딸이었던 엘리자베스 드웰과 결혼하였다. 릴번은 결혼 후로도 "자유권"을 위한 활동을 계속하였고 그 해 무장한 시민들을 이끌고 왕당파 장교들과 충돌을 빚기도 하였다. 이 때부터 릴번은 평생동안 "자유민의 선천적 권리"를 위한 활동을 지속하였다. 릴번의 재판과 투옥은 잉글랜드 의회에서도 뜨거운 주제였고 사람들은 릴번을 "프리본 존"이라 부르기 시작하였다.

## 잉글랜드 내전
잉글랜드 내전이 일어나자 릴번은 에식스 백작 휘하의 의회파 군대에 입대하여 전투를 치렀다. 릴번은 에지힐 전투를 치렀고, 1642년 11월 12일 라인 공자 루퍼트가 이끄는 왕당파의 런던 진격을 막기 위한 수비대로 싸우다 포로가 되어 찰스 1세의 본진이었던 옥스포드로 끌려갔다. 왕당파는 내전 발생 이후 처음으로 사로잡은 원두당 거물인 릴번에게 대역죄를 물어 재판할 예정이었으나 의회파가 자신들이 포로로 잡고 있는 왕당파 거두를 처형하겠다고 위협하자 릴번과 왕당파 장교를 맞바꾸는 포로교환을 통해 석방하였다.
릴번은 다시 의회파 군대에 자원하여 맨체스터 백작 휘하로 합류하였다. 1643년 10월 7일 킹 대령의 보병 연대에서 소령으로 임명되었고, 1644년 5월 16일 중령으로 진급하여 맨체스터 백작의 용기병대에 배치되었다.
내전의 전황이 지지부진하게 흘러가자 의회파에서는 올리버 크롬웰을 중심으로 맨체스터 백작에게 책임을 묻는 움직임이 일었고 릴번은 크롬웰을 지지하였다. 1644년 릴번은 왕당파의 아성이었던 틱힐성이 항복하고자 한다는 소식을 듣고 맨체스터 백작에게 공격 허가를 요청하였다. 맨체스터 백작이 릴번을 미친 사람 취급하며 할 수 있으면 해보라고 하자 릴번은 그 자리에서 바로 틱힐성으로 진군하여 총 한 번 쏘지 않고 점령하였다.
1645년 4월 의회는 스코틀랜드 장로교인 언약도와 동맹을 맺기 위해 의회파 장교들에게 엄숙동맹과 언약에 서명하도록 요청하였다. 릴번은 이 서명 강요가 개개인이 갖는 종교의 자유를 제약한다고 보고 거부하였으며 이 때문에 의회파 군대를 나오게 되었다. 릴번은 개혁 주의를 공유하는 개신교도라 할 지라도 특정 종파의 믿음을 그것을 공유하지 않는 다른 사람에게 강요하는 것은 옳지 않다고 주장하였다.
릴번은 명망있는 인사였고 전투에서 큰 용기를 보인 훌륭한 장교였지만 무운은 그다지 좋지 못한 편이었다. 개전 초기 포로가 되어 6개월을 옥스포드의 감옥에서 보냈고, 1644년 3월 22일 루퍼드가 뉴어크에서 반격해 오자 전 재산을 잃었으며, 같은 해 6월 3일 전투에서 팔에 총을 맞아 부상당하였다. 당시 의회파의 재정 부족으로 의회파 군대인 신형군은 보수가 적었다. 릴번은 퇴역 당시 880 파운드의 큰 빚을 지고 있었다. 릴번은 또한 상관과의 관계도 좋지 못하였다. 첫 상관인 킹 대령에 대해 릴번은 전투를 회피하는 미지근하고 무능한 배신자라고 보았고 1644년 8월 링컨 위원회 의 의원 일부가 하원에 킹 대령을 대역죄로 고발할 때 릴번 역시 서명하였다. 뒤 이은 상관인 맨체스터 백작과도 릴번이 틱힐성에 무혈 입성한 이후 불화를 겪었다. 훗날 의회가 맨체스터 백작을 탄핵할 때 릴번은 크롬웰이 소환한 증인으로 출석하였다.

## 윌리엄 프린과의 논쟁
릴번은 신형군의 장교들뿐만 아니라 양심의 자유를 놓고 청교도 논객인 윌리엄 프린과도 갈등을 빚었다. 1645년 1월 7일 릴번은 프린에게 보낸 서한에서 장로교 역시 자신들의 신앙을 타인에게 강요하는 편협함이 있다고 지적하였다. 프린은 한 때 그의 저서 때문에 투옥되었던 릴번을 의회에 고발하였고, 1645년 5월 17일 의회의 심의 위원회는 릴번을 경고 조치하고 사건을 마무리하였으나 프린은 이 조치에 만족하지 못하였다. 프린은 다시 무허가 출판 혐의로 릴번을 고발하였고 둘은 서로의 입장을 담은 팜플릿을 발간하며 공개적인 투쟁을 벌이게 되었다.
프린과의 갈등을 계기로 릴번은 "자유민의 선천적 권리"에 대한 캠페인을 본격화하였다. 그는 자유권에 대한 연장선상에서 참정권, 법 앞의 평등, 종교적 관용을 옹호하였다. 릴번의 적들은 그를 수평파라고 비난하였다. 내전 후반기 신형군 병사를 중심으로 퍼진 청교도 급진 사상이었던 수평파는 모든 성인 남성의 선거권과 재산의 균등 분배를 주장하고 있었다. 릴번이 주장한 것은 양심과 언론의 자유에 대한 평등한 적용일 뿐이었지만, 반대자들이 그를 수평파라고 비난하자 릴번은 그렇다면 자신은 "소위 수평파"라고 응수하였다.

## 수평파 운동
릴번의 주장은 결국 의회를 불편하게 하였다. 그가 내전 기간 동안 병사들이 목숨을 걸고 의회를 지키는 동안 의원들은 뒤에 앉아 편하게 살지 않았느냐고 비난하자 의회는 릴번을 의회 모독죄로 투옥하였다. 그는 감옥에 있는 동안 자신의 주장을 정리한 《잉글랜드의 정당한 출생권》을 저술하였다. 646년 7월 릴번은 맨체스터 백작을 왕당파로 무고하였다는 이유로 런던탑에 수감되었다. 릴번이 수감되자 수평파는 릴번의 석방을 주장하였다.
수평파가 장악한 신형군은 1647년 10월 28일부터 11월 11일까지 퍼트니 토론을 열고 수평파의 요구사항을 담은 《인민협정》을 제창하였다. 릴번은 퍼트니 토론에서 나온 《인민협정》을 확장하여 의회에 제출하였다. 《공동 권리, 자유 및 안전을 바탕으로 하는 안보와 현재의 평화를 위한 잉글랜드와 그 부속 영토의 인민협정》이라는 제목을 단 이 청원서는 1648년 9월 11일 의회에 제출되었다. 릴번의 《인민협정》은 다수의 대중이 서명한 근세 초기 서명 운동의 사례이기도 하다.
내전이 의회파의 승리로 끝나자 군주제가 폐지되었고 이에 따라 주교와 귀족으로 구성되었던 상원 역시 폐지되었다. 1649년 찰스 1세가 처형된 뒤 잉글랜드는 올리버 크롬웰을 중심으로한 공화제 국가인 잉글랜드 연방이 되었다. 그 사이 릴번을 비롯한 윌리엄 월윈, 토머스 프린스, 리처드 오버톤과 같은 수평파 지도자들은 여전히 런던탑에 수감되어 있으면서 《인민협정》 세번째 판을 저술하였다. 그들은 이 문서에 시민 각자가 서명하여 잉글랜드 연방의 성문헌법으로 인정받기를 원하였다.

## 대역죄 재판

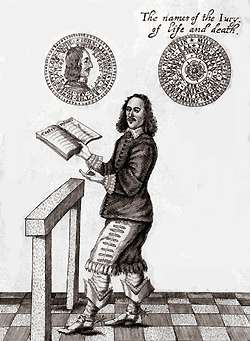
재판에서 《콕의 연구》를 낭독하는 릴번.

1649년 크롬웰이 아일랜드 정복을 추진하자 수평파는 참전을 거부하며 항명하였다. 크롬웰은 이 항명 사건을 진압한 뒤에야 아일랜드 정복을 추진할 수 있었다. 이로서 크롬웰을 중심으로한 잔부의회와 수평파의 관계는 극도로 악화되었다. 5월 25일 청교도의 저명한 전도사였던 휴 피터스는 런던탑에 수감되어 있던 릴번을 면회하였다. 릴번은 피터스에게 이제 1년이 갓지난 현 정권의 치하보다 차라리 고인이 된 국왕의 7년 치세가 나았다고 불만을 표출하면서, 이대로 가면 사람들이 찰스 2세를 위해 싸우게 될 것이라 경고하였다. 3개월 후 릴번은 자신이 내전에 참여한 것은 국왕 시해를 위해서가 아니라 잉글랜드 연방의 기본 헌법과 그에 따른 인민의 권리를 위한 것이라는 팜플랫을 저술하였다.
1648년 1월 군대의 미지급 급여 문제를 위해 모인 비공식 회담이었던 브로드웨이 회담 이후 수평파가 새 공화국의 전복을 위해 왕당파와 음모를 꾸민다는 소문이 돌았다. 의회는 런던탑의 수평파 수감자가 찰스2세와 함께 프랑스에서 망명 생활 중이던 코팅 경에게 보낸 편지를 증거로 제시하였다. 이 편지에는 왕당파가 수평파를 위해 자금을 모아달라는 내용이 들어있었다. 의회는 이를 근거로 릴번을 대역죄 혐의로 기소하였고, 12 명의 배심원으로 구성된 특별 재판소가 설치되었다. 런던 길드홀에서 1649년 10월 24일에 시작된 재판은 이틀동안 계속되었고 배심원은 릴번의 무죄를 선고하였다. 방청을 위해 모인 사람들이 아우성을 치며 무죄를 외쳤기 때문에 재판의 정식 종료는 30분이 지연되었다.
무죄를 선고 받은 릴번이 석방되기 까지는 2주가 더 걸렸다. 일부 의원들은 릴번이 무죄 방면된 것에 불만이 있었지만, 수평파의 요구를 꺽는데 성공한 것으로 만족하여야 하였다. 반면에 군대를 선동하는 공공연한 반란 시도가 더 이상 불가능하게 된 수평파는 비밀리에 음모를 꾸미기 시작하였다.

## 정치 활동
런던탑에서 출감한 뒤 릴번은 직접 정치에 참여하기로 마음먹었고 1649년 12월 21일 시티오브런던의 시의원에 선출되었다. 릴번은 의원에 선출되면서 잉글랜드 연방에 충성하겠다는 선서를 하였으나 여전히 그를 반역자로 보고 있던 의회는 릴번의 선거 결과가 무효라고 선언하였다.  그러나 의원 가운데 누구도 더 이상 릴번을 기소하지는 않았다. 1648년 12월 22일 릴번은 과거 성실청에서 겪은 고초에 대한 보상으로 3천 파운드를 받았다. 이 돈은 그의 고향인 더럼에 있던 왕당파의 몰수 재산 가운데 일부였다. 이 몰수 재산의 출처가 불분명하다는 것이 판명되자 크롬웰은 1650년 7월 30일 다른 조례를 통해 더럼의 압수된 왕당파 토지의 일부를 릴번에게 불하하였다.
릴번은 1644년부터 일부 상인에 의해 독점되어 온 직물 무역의 독점 철폐를 주장하고 있었다. 1649년이 되자 그는 비누 제조업자들의 입장을 대변하여 비누에 부가되던 소비세의 폐지를 주장하였다. 입워스 장원의 소작인들이 헷필드 체이스와 아일오브액스홀름의 배수 공사와 함께 진행된 인클로저로 고통을 받자 릴번의 지인이었던 존 와일드먼은 1650년 10월 19일 이들을 이끌고 폭동을 일으켰고, 릴번은 소작인의 입장을 대변하였다. 인클로저에 반대하는 소작인의 주장은 2천 에이커의 농지를 자신들에게 불하하라는 것이었는데, 이 청원이 성공할 경우 릴번 자신도 성공 보수로 토지를 나누어 받기로 하였기 때문에 릴번이 순전히 대의를 위해서만 이 일을 추진하였다고 보이지는 않는다. 릴번은 이 외에도 여러 이권 다툼에 관여하였다. 그 가운데는 사기 당해 재산을 강탈당하였다고 주장하는 존 모리스를 대변한 일도 있다.
이러저러한 이권에 개입하던 릴번은 삼촌인 조지 릴번과 아서 헤실리지 경의 재산 분쟁에 개입하여 치명적인 위기를 맞게 된다. 몰수된 왕당파 재산 가운데 하나였던 더럼의 광산을 놓고 벌인 이 분쟁에서 조지 릴번은 폭력을 동원하여 헤실리지를 축출하였다. 1651년 의회의 체납재산 관리위원회가 헤실리지를 탄광의 소유자로 인정하자 릴번은 "교수형을 당해도 쌀 이를 옹호한다"며 맹렬히 비난하였다. 1651년 12월 23일 조시아 프리매트를 증인으로 내세워 조지 릴번이 탄광을 합법적으로 구매하여 소유하였다는 청원을 의회에 제출하였으나 이듬해 초인 1652년 1월 16일 의회는 이 청원이 거짓 증언에 의한 악의적 모함이라고 결론지었다. 의회는 릴번에게 주정부에 대하여 3천 파운드의 벌금을 납부하고 피해자인 헤실리지에게 2천 파운드의 배상금을, 그리고 체납재산관리위원회의 위원 4명에게 각각 5백 파운드를 지불하라는 선고를 내렸다. 릴번은 이 선고와 함께 종신 추방형을 선고받았다.

## 네덜란드 망명 시기
릴번은 네덜란드로 망명하여 브뤼허 등을 전전하며 자신을 추방한 잉글랜드 정부를 공격하였다. 그는 의회파 군대의 지도자들 역시 찰스 1세와 다를 바 없다고 주장하는 한편 크롬웰보다 더 훌륭한 신사인 자신이 크롬웰과 경쟁하지 못할 이유가 없다고 말하고 다녔다. 릴번은 홉튼, 콜레페퍼, 퍼시 등의 망명자들과 회동하면서 자신에게 1만 파운드만 있다면 반 년 안에 현 잉글랜드 정부를 전복시킬 수 있다고 주장하였지만 왕당파 대부분은 릴번의 이런 말을 허풍으로 여겼다. 오직 버킹엄 공작만이 릴번의 말을 진지하게 받아들였다.

## 귀환과 수감
1653년 4월 잔부의회가 해산되자 릴번은 잉글랜드로 돌아갈 수 있을 지 모른다는 희망을 품게 되었다.  릴번은 크롬웰의 냉정한 성격을 믿고 대담하게도 영국 귀환 허가를 신청하였으나 거부되었고, 6월 14일 허가 없이 귀국하였다. 잉글랜드 정부는 릴번을 즉시 체포하여 뉴게이트 감옥에 가두었고, 릴번은 크롬웰에게 보호를 간청하며 조용히 살겠노라고 약속하였다. 릴번은 법정에서 변호인 손에 들린 자신의 기소장 사본을 밖아채어 변론할 방법을 제시하는 등 적극적으로 스스로를 변호한 끝에 8월 20일 무죄 판결을 받았다. 재판이 진행되는 동안 대중은 릴번에게 동정적이었고 대대적인 탄원 운동이 일었다. 탄원인 중에 몇은 과격한 주장으로 투옥되기도 하였다. 전설과도 같은 릴번의 소문과 함께 그의 재판을 보기 위해 사람들은 방청권을 구해 모여들었다.
정부가 런던의 치안을 위해 주둔 시켰던 군대에서도 릴번의 인기는 높았다. 릴번이 무죄를 받았다는 소식이 전해지자 병사들은 장교들이 보는 앞에서 소리를 지르고 나발을 불며 축하하였다. 릴번의 인기로 그의 석방을 축하하는 메달이 두 개나 만들어질 정도였다. 그러나 크롬웰은 릴번을 그대로 둘 생각이 없었다. 국무원은 재판에 참여한 배심원을 소집하고 릴번의 재수감을 결정하였고, 8월 28일 런던탑으로 이송되었다. 의회는 런던탑 관리자에게 릴번에 대한 인신보호청원이 있더라도 그를 계속 구금하도록 명령하였다. 1654년 3월 16일, 의회는 릴번을 저지섬의 몽오르궤이유성으로 이송하도록 지시하였다. 저지섬의 주지사였던 로버트 기번은 릴번 한 명이 휘하의 기병 열 보다 더 골치거리라고 불평하였다.
호국경 올리버 크롬웰은 릴번에게 반정부 활동을 하지 않으면 자유롭게 살도록 하겠다고 제안하였지만, 릴번은 자신의 자유가 법률에 의해서만 보장되어야 한다고 맞서며 거부하였다. 릴번은 1654년을 지나면서 건강이 급속히 악화되었고 1655년 10월 아버지와 아내의 탄원으로 도버성으로 이송되었다.

## 퀘이커 개종과 사망
1656년 릴번은 아내와 자식들을 방문하기 위한 외출을 허가 받았고 이 과정에서 퀘이커였던 루크 하워드를 만나 마음의 평안을 느낄 수 있었다. 릴번은 아내에게 자신이 퀘이커로 개종하였다는 편지를 보냈다. 수감 중이었던 릴번의 모든 편지는 검열되고 있었고 이 편지 역시 사본이 호국경에게 전달되었다. 크롬웰은 이 편지를 처음 보았을 때 릴번이 그저 수감 생활을 피하기 위해 지어낸 말이라 여겼으나 그의 개종이 진심이라는 것을 확인하자 가석방을 허가하였다. 당시 잉글랜드에서 퀘이커임을 밝히는 것은 더 이상 정치 참여를 하지 않겠다고 선언하는 것과 다름이 없었기 때문이다. 릴번은 한 달에 몇일은 감옥에 있어야 한다는 조건으로 석방되었고 켄트주의 퀘이커 회중을 방문할 수 있었다.
1657년 8월 릴번은 열 번째 아이를 임신하고 있던 아내를 방문하였다가 일덤에서 사망하였다. 1659년 1월 21일 아내 엘리자베스 릴번은 사망한 남편에게 남아있는 벌금의 면제를 리처드 크롬웰에게 청원하여 승인되었다.

## 참고 문헌
- Gardiner, Samuel Rawson (2000). 《History of England from the Accession of James I to the Outbreak of the Civil War: 1603–1642》. Adegi Graphics LLC. ISBN 978-1-4021-8410-9.
- Gibb, Mildred Ann (1947). 《John Lilburne, the Leveller, a Christian democrat》 reprint판. L. Drummond. 327쪽.
- Gregg, Pauline (2001). 《Free Born John – Biography of John Lilburne》. Phoenix Press. ISBN 978-1-84212-200-6.
- Guizot, François, M. (1854).  Translator Sir Andrew Richard Scoble, 편집. 《History of Oliver Cromwell and the English commonwealth: from the execution of Charles the First to the death of Cromwell》 1 2판. R. Bentley.
- Howell, Thomas Bayly; Cobbett, William (1816). 〈The Trial of Mr. John Lilburn, at the Sessions of the Peace held for the City of London, at Justice-Hall in the Old Bailey, for returning into England, being banished by Act of Parliament〉. 《A Complete Collection of State Trials and Proceedings for High Treason and Other Crimes and Misdemeanors from the Earliest Period to the Year 1783, with Notes and Other Illustrations》. Longman, Rees, Orme, Brown & Green.
- Richards, Peter (2007). 《John Lilburne (1615–1657): English Libertarian (Libertarian Heritage No. 25)》. ISBN 978-1-85637-748-5.
- Sharp, Andrew (October 2004). 〈Lilburne, John (1615?–1657)〉. 《옥스포드 영국 인명 사전》 온라인판. 옥스포드 대학교 출판부. doi:10.1093/ref:odnb/16654. (Subscription 또는 UK 공공도서관 회원 필수.)
- Willis-Bund, John William (2008) [1905]. 《The Civil War in Worcestershire, 1642–1646: And the Scotch Invasion of 1651》. Birmingham: Read Books. ISBN 978-1-4437-7438-3.